# Bom Dia, Verônica
Bom Dia, Verônica, ou Bonjour, Verônica au Québec, est une série télévisée brésilienne en 17 épisides d'environ 50 minutes créée par Raphael Montes, l'auteur du roman du même titre sur laquelle elle est basée, aux côtés d'Ilana Casoy sous le pseudonyme d'Andrea Killmore, réalisée par José Henrique Fonseca., et mise en ligne entre le 1er octobre 2020 et le 14 février 2024 sur Netflix.

## Synopsis
La série suit l'histoire de Veronica Torres, une secrétaire de police qui travaille dans un poste de police des homicides à São Paulo. Mariée et mère de deux enfants, sa routine finit par être interrompue lorsqu'elle assiste au suicide choquant d'une jeune femme la même semaine où elle reçoit un appel anonyme d'une femme désespérée demandant de l'aide.

## Distribution

### Acteurs principaux
- Tainá Müller (pt) : Verônica Torres
- Eduardo Moscovis (pt) : Claúdio Antunes Brandão (saison 1)
- Camila Morgado : Janete Cruz (saison 1)
- Antônio Grassi (pt) : Wilson Carvana (saison 1)
- Elisa Volpatto (pt) : Anita Berlinger
- Adriano Garib : Victor Prata
- Silvio Guindane (pt) : Nelson
- César Mello (pt) : Paulo Torres

### Acteurs récurrents
- Alice Valverde : Lila Torres
- DJ Amorim : Rafael « Rafa » Torres
- Cássio Pandolfi : Júlio Torres
- Johnnas Oliva (pt) : Lima
- Aline Borges (pt) : Tânia Costa de Menezes (saison 1)
- José Rubens Chachá (pt) : Carlos Alberto

### Invités
- Pally Siqueira : Deusdete « Deusa » Camargo da Silva (saison 1)
- Marina Provenzzano : Janice Cruz (saison 1)
- Sacha Bali : Gregório Duarte (saison 1)
- Julia Ianina : Marta Campos (saison 1)
- Charles Paraventi (pt) : Jorge
- Rosa Piscioneri : Regina
- Renan Duran : Lucca
- Maria Luisa Sá : Edimara
- Roberta Santiago : Eneida Lima
- Vanja Freitas : Maria
- uliana Lohmann : Paloma
- Raissa Xavier : Jéssica (saison 1)
- Rosa Maria Colyn : Rosa
- Rose Germano : Neumira
- Erick Vesch : Jeferson
- Lucélia Pontes : Cícera
- Araci Breckenfeld : Diana
- Robson Santos : Maciel
- Alexandre Colman : Young Cláudio (saison 1)

## Épisodes

### Première saison (2020)
1. Bonjour, Verônica (Bom Dia, Verônica)
2. Dans la boîte (Dentro da Caixa)
3. Une visite inattendue (Uma Visita Inesperada)
4. Ciao, Principessa
5. Hors de la boîte (Fora da Caixa)
6. La Cage (A Gaiola)
7. Envoi-toi, petit oiseau (Voa, Passarinha)
8. La femme qui en savait trop (A mulher que sabia demais)

### Deuxième saison (2022)
1. Qui gagne perd (Perdas e ganhos)
2. Le loup déguisé en agneau (Lobo em pele de cordeiro)
3. Du paradis à l'enfer (Entre o céu e o inferno)
4. Action ou vérité ? (Verdade ou consequência)
5. Le silence des innocentes (O silêncio das inocentes)
6. Doúm

### Troisième saison (2024)
1. Qui est Doúm ? (Quem é Doúm?)
2. Le cœur d'une mère (Coração de mãe)
3. Bonne nuit, Verônica (Boa Noite, Verônica)